# Stay (singel Blackpink)
„STAY” – piosenka południowokoreańskiej grupy Blackpink, wydana 1 listopada 2016 roku przez wytwórnię YG Entertainment. Jest drugą piosenką z albumu singlowego Square Two.
Piosenka zadebiutowała na 10 miejscu listy Gaon Digital Chart. Został pobrany w Korei Południowej w liczbie ponad 243 508 kopii (stan na grudzień 2016).
Utwór został nagrany ponownie w języku japońskim i wydany 30 sierpnia 2017 roku na pierwszym japońskim minialbumie Blackpink.

## Tło i wydanie
Piosenka „STAY” została wydana 1 listopada 2016 na cyfrowym singlu pt. Square Two, zawierającym także utwór „Playing with Fire”, za pośrednictwem różnych cyfrowych portali muzycznych w Korei Południowej i na iTunes.

## Teledysk
Teledysk do utworu „STAY” wyreżyserował Han Sa-min, który wyreżyserował także teledysk do „Gotta Be You” 2NE1 i „Sober” Big Bangu, i został udostępniony na oficjalnym kanale Blackpink 1 listopada 2016 roku o północy.

## Promocja
Blackpink zaprezentowały „STAY” podczas comeback stage w programie Inkigayo 6 listopada 2016 roku, a także w M Countdown 10 listopada 2016 roku.

## Notowania
| Lista                              | Najwyższa pozycja |
| ---------------------------------- | ----------------- |
| Gaon Weekly Digital Chart          | 10                |
| Gaon Weekly Download Chart         | 6                 |
| Gaon Weekly Streaming Chart        | 28                |
| Billboard World Digital Song Sales | 4                 |